# London Bridge (Fergie)
London Bridge è un singolo della cantante statunitense Fergie, pubblicato il 27 agosto 2006 come primo estratto dal primo album in studio The Dutchess.

## Descrizione
Il singolo è un mix tra l'hip pop e l'R&B.
La canzone è stata prodotta da Polow da Don (già famoso produttore statunitense) e scritta insieme a Sean Garret (che ha collaborato con artisti come Rihanna, Kelly Rowland, Shakira e altri). Contiene un campionamento di Down to the Nightclub dei Tower of Power.
La canzone è stata diffusa nelle radio americane il 13 luglio 2006, anche se già disponibile su Internet già dal 29 giugno precedente. La première del video a Trl è avvenuta il 18 luglio e subito ha raggiunto la posizione numero 5. Ci sono due versioni della canzoni che variano, principalmente per la modifica del sottotitolo della canzone ovvero "Oh snap" al posto di "Oh shit". "Oh snap" non è altro che la versione censurata dell'originale, in quanto in inglese quest'ultimo significa letteralmente "oh merda". In Italia il singolo risulta essere il 71º più venduto del 2006.

## Video musicale
È ambientato a Londra, come protagonista troviamo Fergie, che inizialmente si trova con Polow Da Don su un motoscafo mentre navigano nel Tamigi. In altre scene la cantante balla in modo sensuale davanti ad una guardia inglese. Nella scena finale del video Fergie balla su un lungo tavolo durante una festa e compaiono come cameo tutti gli altri componenti dei B.E.P.

## Classifiche
La canzone ha avuto molto successo nel mondo raggiungendo la top 10 in più o meno tutto il globo. Inoltre "London Bridge" in America debuttò alla posizione numero 84 della Billboard Hot 100, mentre poco tempo dopo, il 5 agosto 2006 fece un salto di 79 posizioni e arrivò alla posizione numero 5, facendo il terzo più alto salto di posizione di sempre nella storia della Billboard Chart.
| Chart (2006)                  | Peak position |
| ----------------------------- | ------------- |
| Argentina Singles Chart       | 7             |
| Australian ARIA Singles Chart | 3             |
| Belgium Singles Chart         | 14            |
| Dutch Singles Chart           | 31            |
| Finland Singles Chart         | 9             |
| France Singles Chart          | 27            |
| German Singles Chart          | 3             |
| Ibero-America Top 100         | 3             |
| Irish Singles Chart           | 8             |
| Italia                        | 4             |
| Latin America Airplay         | 5             |
| Latin America Top 40          | 3             |

| Chart (2006)                         | Peak position |
| ------------------------------------ | ------------- |
| New Zealand RIANZ Singles Chart      | 1             |
| Mexican Top 100 Singles Chart        | 28            |
| Philippine Top Hits                  | 5             |
| Polish National Top 50 Singles       | 7             |
| Sweden Singles Chart                 | 13            |
| Switzerland Singles Chart            | 6             |
| Official Singles Chart               | 3             |
| U.S. Billboard Hot 100               | 1             |
| U.S. Billboard Pop 100               | 1             |
| U.S. Billboard Hot R&B/Hip-Hop Songs | 56            |